# Keith Jarrett
Pour les articles homonymes, voir Keith Jarrett (rugby à XV).
Keith Jarrett, né le 8 mai 1945 à Allentown (Pennsylvanie), est un musicien américain. A la fois pianiste, organiste, claveciniste, saxophoniste, flûtiste, percussionniste, compositeur et chef d'orchestre, il œuvre autant dans le jazz que dans la musique classique.

## Biographie

### Jeunesse et formation
Keith Jarrett est descendant d'immigrants écossais et hongrois. Lorsque ses parents divorcent, il est élevé par sa mère Irma Jarrett. À un an il parle déjà et tandis qu'il se montre intéressé par la musique, sa mère — elle-même musicienne — lui offre un piano et l'accompagne dans son apprentissage. Il prend ses premières leçons de piano à trois ans. En 1950, il remporte un prix à l'émission Paul Whiteman TV Teen Club. Il donne son premier concert à sept ans et un récital de ses propres compositions à dix-sept. C'est en accédant au Real Book qu'il découvre les standards de jazz. Il joue dans les bars d'Allentown mais comprend qu'il devra quitter sa ville natale s'il veut persévérer dans la musique.
S'il refuse une bourse d’études à Paris chez Nadia Boulanger, il accepte celle de la Berklee School of Music à Boston, où il forme son premier trio.

### Années 1960
En 1965, parti pour New York avec sa femme Margot Erney avec laquelle il s'est marié en 1964, il enregistre avec Don Jacoby and the College all Stars et collabore avec divers musiciens (Roland Kirk, Tony Scott, etc.) puis fait partie des Jazz Messengers d’Art Blakey : enregistré en 1966, l’album Buttercorn Lady en sera la seule trace phonographique.
Cette même année, il intègre le groupe du saxophoniste Charles Lloyd (avec Jack DeJohnette, Cecil McBee ou Ron McClure) et devient alors la nouvelle révélation du piano, volant la vedette au leader du groupe. Tournée mondiale et prolixité phonographique, le saxophoniste n'hésite pas à laisser Jarrett jouer seul au moins une de ses propres compositions à chaque concert. Le groupe se sépare en 1968.
Keith Jarrett forme alors un trio en compagnie de Charlie Haden à la basse et Paul Motian à la batterie, et commence à enregistrer sous son propre nom, avec Life Between the Exit Signs (en) (1967).
À cette même époque, produit par Atlantic, le pianiste se fait chanteur de pop-folk en assurant lui-même l'accompagnement musical par le système de re-recording sur l'album Restoration Ruin (en).

### Années 1970

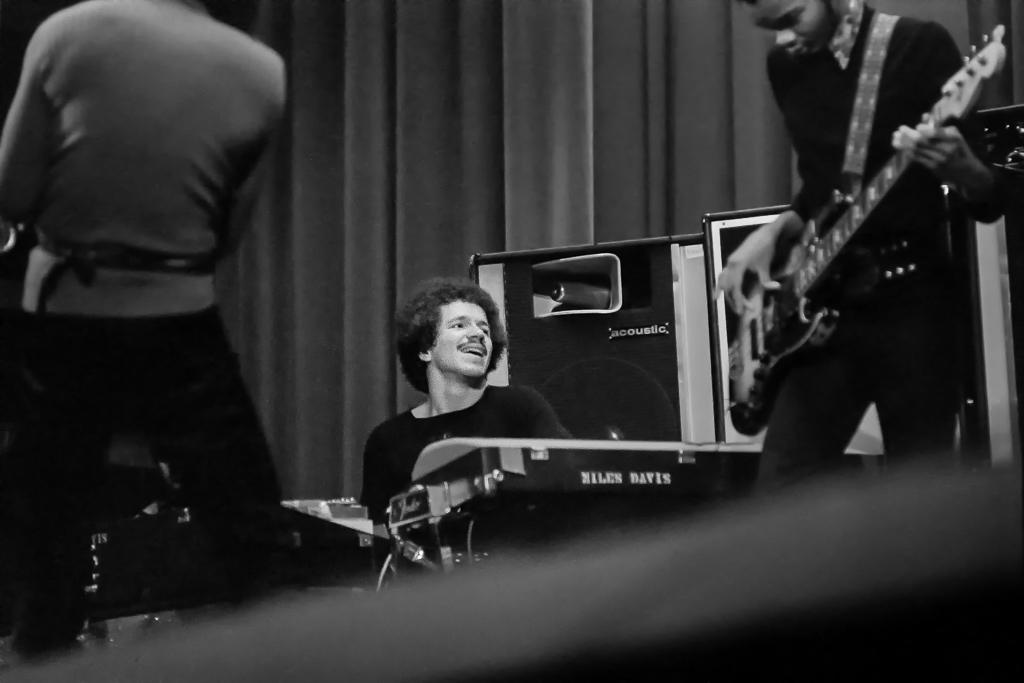
Le Miles Davis Septet en 1971, à gauche de dos Miles Davis, au centre Keith Jarrett et à droite Michael Henderson.

En 1970, il devient le pianiste du groupe de Miles Davis — qui lui impose de jouer sur des claviers électriques — tout en menant une carrière de sideman (auprès de Gary Burton, Freddie Hubbard, Paul Motian) ; son trio devient quartette en intégrant le saxophoniste Dewey Redman, issu du groupe d'Ornette Coleman. À l’occasion de concerts ou d’enregistrements, cette formation est parfois augmentée d’un ou de deux percussionnistes : Guilherme Franco (en) et/ou Danny Johnson.
En 1972, entre deux concerts avec Miles Davis, Keith Jarrett enregistre son premier opus au piano solo sur ECM Facing You, prélude à une très longue association avec Manfred Eicher, producteur de la célèbre compagnie phonographique allemande. Il obtient dans la foulée la bourse Guggenheim qui, couplée avec ses succès, lui permet de vivre plus confortablement et notamment de jouer du piano à toute heure dans son nouveau domicile.
Trois ans plus tard, le même producteur enregistrera Keith Jarrett seul avec son piano lors d'un concert à Cologne (The Köln Concert, 1975) organisé par une jeune fille de 18 ans, Véra Brandès, à l'Opéra de Cologne. Cet album est un succès qui ne se démentira pas avec le temps. Il s'agit de l'un des disques de jazz les plus vendus au monde et de l'album de piano solo, quel que soit le genre, le plus distribué de tous les temps, avec ses 3,5 millions d'exemplaires vendus. Plus tard, en 1993, Nanni Moretti utilisera un des motifs de la première partie de ce concert dans son film Journal intime.
Après une brève collaboration avec Gus Nemeth (basse), Jean-François Jenny-Clark (basse) et Aldo Romano (batterie), Keith Jarrett forme son second quartette, dit « quartette européen », avec Jan Garbarek aux saxophones, le bassiste Palle Danielsson et le batteur Jon Christensen, sans délaisser pour autant sa formation américaine. Le quartette européen enregistre son premier album Belonging, en 1974.
Le quartette américain est dissous en 1976, le Belonging Band (quartette européen) en 1979.
Keith Jarrett inaugure en 1977 un nouveau trio avec l'album Tales of Another, sous le nom du contrebassiste Gary Peacock, en compagnie de Jack DeJohnette. Standards et compositions originales, la formation traverse les décennies pour atteindre le succès qu'on lui connaît encore aujourd'hui.
Dans les années 1970 et jusqu'aux années 1990, Keith Jarrett se consacre parallèlement à la scène classique. Outre ses expériences d’improvisation à l’orgue baroque et au clavecin, il interprète Bach, Haendel, Mozart mais aussi Chostakovitch, ainsi que des compositeurs contemporains comme Alan Hovhaness, Lou Harrison, Peggy Glanville-Hicks, Arvo Pärt (Fratres, duo avec Gidon Kremer, violon, dans Tabula rasa, ECM 1984) et compose lui-même pour ce répertoire des pièces pour orchestre (In the Light (en), 1973 ; The Celestial Hawk (en), 1980) et de la musique de chambre (Bridge of Light (en), 1993). Il enregistre deux albums de compositions originales pour orchestre à cordes et Jan Garbarek en soliste : Luminessence en 1974 et Arbour Zena en 1975.

### Années 1980
|                |
| Keith Jarrett. |

|                                               |
| Keith Jarrett, Gary Peacock, Jack DeJohnette. |

|                                               |
| Keith Jarrett, Gary Peacock, Jack DeJohnette. |

### Années 1990
À la fin des années 1990, atteint du syndrome de fatigue chronique, le pianiste est contraint de réduire momentanément son activité. En 1998, sa mobilité étant réduite par la maladie, Jarrett enregistre à son domicile The Melody at Night, With You, recueil de standards interprété seul au piano et qu'il dédiera à son épouse de l'époque.

### Années 2000
Depuis 2000, à l'exception de Jasmine (en) enregistré en duo avec Charlie Haden, Keith Jarrett oscille entre sa formation en trio et le piano solo.
En 2004, il reçoit le prix musical Léonie-Sonning. Cette distinction prestigieuse est habituellement décernée à des compositeurs et interprètes de musique classique. Miles Davis était le seul musicien de jazz à l'avoir reçue.

### Retraite
Paralysé du côté gauche et sujet à des troubles de la mémoire à la suite de deux accidents vasculaires cérébraux en février et mai 2018, Keith Jarrett annonce qu'il ne donnera plus de concerts. La mort, le 4 septembre 2020, du contrebassiste Gary Peacock met fin, de fait, au trio qu’il compose avec Jack DeJohnette.

## Le musicien
Pianiste au toucher délicat avec un style fortement inspiré par la guitare folk, Keith Jarrett a su, par ses nombreuses influences pianistiques (de Bill Evans à Paul Bley en passant par Cecil Taylor) et l’inspiration de différents styles, ouvrir le piano jazz à de nouveaux horizons au cours des années 1970. Ses premiers enregistrements aux côtés de Charles Lloyd témoignent déjà de ses influences empruntées à la musique folk et au free jazz. Ses improvisations et ses compositions en seront fortement marquées tout au long de sa carrière musicale.
Keith Jarrett appartient également au monde du classique en tant que compositeur et surtout qu’interprète. Sa musique en est imprégnée : influences de Claude Debussy (principalement dans ses prestations en solo) et de la musique baroque (notamment la composition Oasis sur Personal Mountains, ou encore la première partie du Paris Concert (en)).
Héritage de son intérêt (commun avec Debussy) pour le gamelan, l’ostinato est une caractéristique remarquable sur nombre de ses enregistrements. L’album Changeless (en) (1989) en est l’exemple parfait : construction de compositions et improvisations sur un climat créé par un ostinato.
Enfin la transe est, selon ses propos, un état d’esprit, un comportement essentiel pour l’exécution de son art. Son instabilité corporelle sur scène face à son clavier et ses fredonnements et cris audibles en concert et sur ses enregistrements témoignent d’une relation fusionnelle avec la réalisation de sa création.
Keith Jarrett est connu pour réclamer un silence absolu lors de ses prestations, y compris à l'extérieur de la salle, lui permettant une concentration totale. On peut y voir une volonté de perfectionnisme ou un ego surdimensionné. Ainsi, le 4 juillet 2014, il quitte la scène de la salle Pleyel à Paris, après qu'un spectateur l'a déconcentré, suscitant à la fois huées et respect dans l'assistance ; il lui est de même arrivé d'abandonner sa prestation pour un éternuement. Parmi de nombreuses exigences, en août 2006 au festival de jazz de Marciac, il demande entre autres que les nombreux bénévoles sur lesquels repose le festival ne soient pas présents sous le chapiteau durant son concert, ainsi que la fermeture de leur cantine, à cause des effluves culinaires.
On peut comparer Keith Jarrett à Miles Davis par la diversité des styles musicaux abordés lors de sa carrière : si le trompettiste a suivi l’évolution du jazz puis du rock, le pianiste s’est quant à lui diversifié par l’abord de styles aussi différents que le gospel (avec Marion Williams), le jazz (notamment le ragtime et le free jazz en passant par le jazz-rock), la musique classique (baroque, classique, néo-classique et contemporaine), la musique folk (Restoration Ruin (en), 1968) et les musiques du monde (Spirits (en), 1985).

### Prix et distinctions
- 2003 : Prix Polar Music
- 2004 : Prix musical Léonie-Sonning
- 2018 : Lion d’or à la Biennale de Venise pour l'ensemble de son œuvre[15]

## Discographie
Sources,

#### Articles
- (en-US) « Keith Jarrett », The New York Times
- (en-GB) « Keith Jarrett », sur The Guardian